# 브라렛

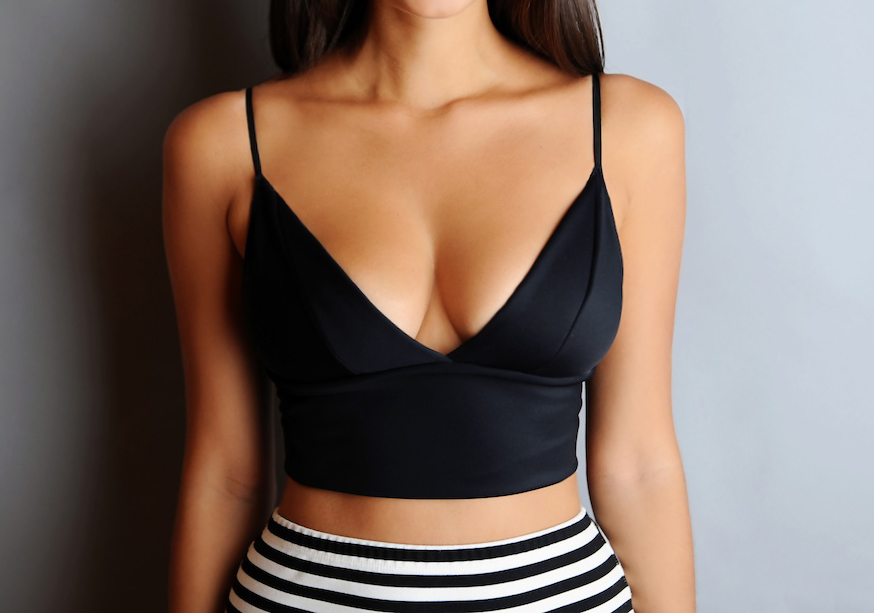
블랙 새틴 브라렛

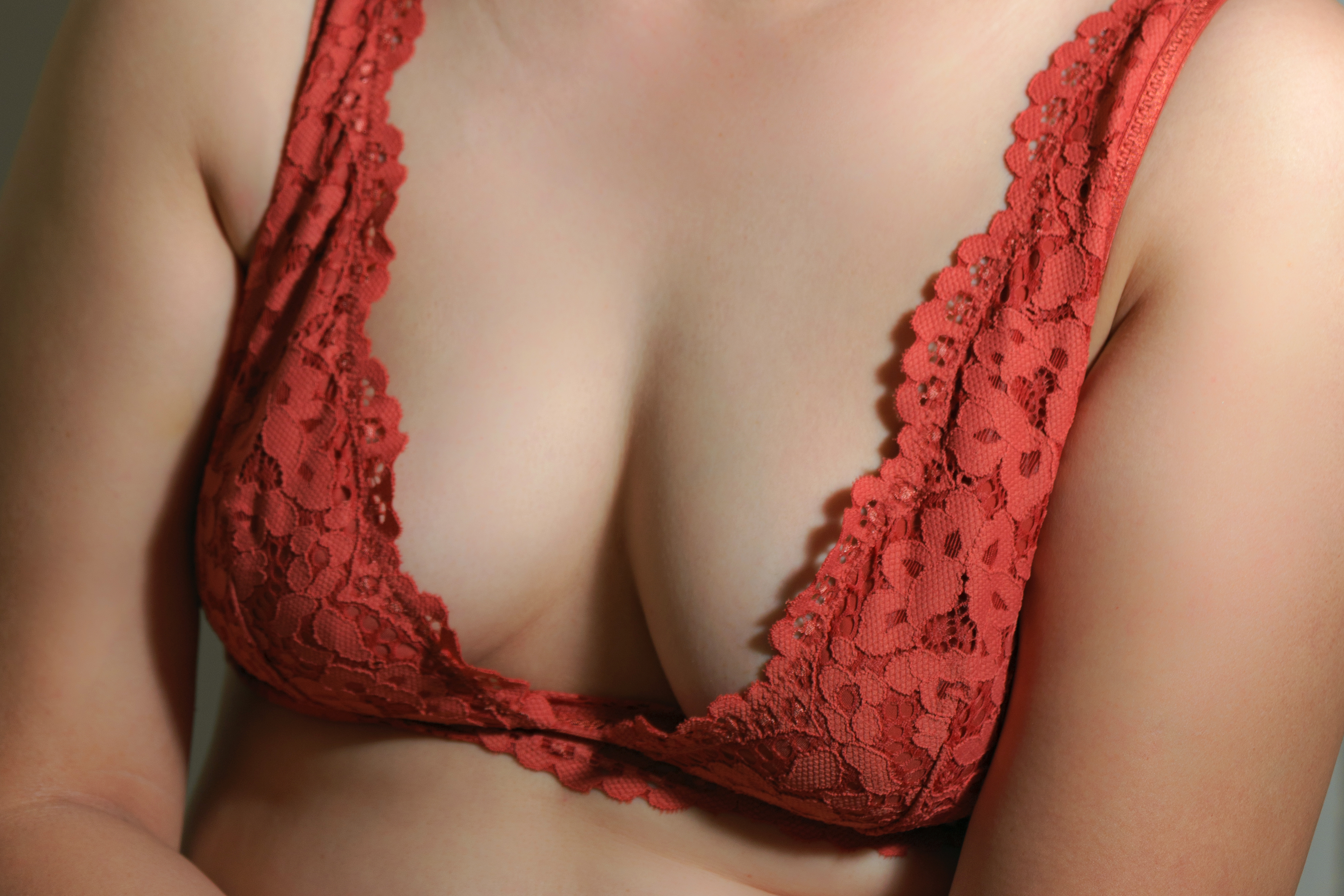
빅토리아 시크릿의 브라렛

브라렛(영어: Bralette)은 언더와이어가 없는 가벼운 브라로 주로 편안함을 위해 디자인되었다. 브라렛은 때때로 상의 겉에 겹쳐서 입는 레이어드형태로 착용되기도 하며 가슴이 발달하는 소녀들을 위한 언더셔츠로 디자인 된다. 브라렛의 사이즈도 브라와 다르다. 밴드 너비와 컵 사이즈 대신 일반 의류 사이즈(S-XL 또는 그 이상)가 일반적으로 사용된다.

## 같이 보기
- 뷔스티에
- 코르셋
- 브래지어 디자인 목록
- 민소매